# Ağaçlıhüyük, Milas
Ağaçlıhüyük là một xã thuộc huyện Milas, tỉnh Muğla, Thổ Nhĩ Kỳ. Dân số thời điểm năm 2011 là 939 người.